# نيكانور أبيلاردو
نيكانور أبيلاردو هو ملحن فلبيني، ولد في 7 فبراير 1893 في San Miguel, Bulacan ‏ في الفلبين، وتوفي في 21 مارس 1934.

## وصلات خارجية
- نيكانور أبيلاردو على موقع IMDb (الإنجليزية)
- نيكانور أبيلاردو على موقع ميوزك برينز (الإنجليزية)
- نيكانور أبيلاردو على موقع أول ميوزيك (الإنجليزية)
- نيكانور أبيلاردو على موقع ديسكوغز (الإنجليزية)